# الاكثر اثارة للصدمة
الأكثر إثارة للصدمة (بالإنجليزية: Most Shocking)‏ هو مسلسل تلفزيوني واقعي أمريكي من إنتاج ناش إنترتينمنت وترو تي في.
حصل البرنامج على تصنيف TV-14 بسبب المواقف العنيفة للغاية التي تظهر في مقاطع الفيديو.

## ملخص
يعرض بشكل عام مقاطع فيديو مروية عن السلوك الإجرامي وملاحقات الشرطة وعمليات السطو وعمليات الإنقاذ الجريئة وأعمال الشغب والحوادث الغريبة.

## البث الدولي
| دولة             | شبكة (شبكات) التلفزيون | العرض الأول للمسلسل | الجدول الأسبوعي                         | حالة           |
| ---------------- | ---------------------- | ------------------- | --------------------------------------- | -------------- |
| ماليزيا          | TV3                    | يناير 2023          | الأحد 11:00 مساءً                        | يبث حاليا      |
| أستراليا         | سبعة شبكة ، Fox8       | 8 أغسطس 2007        | الأربعاء 7:30 مساءً                      | Fox8 يبث حاليا |
| اليونان          | تلفزيون سكاي           | مجهول               | عطلات نهاية الأسبوع والاثنين 2:00 صباحًا | يبث حاليا      |
| إندونيسيا        | عبر7                   | 21 فبراير 2016      | الاثنين - الجمعة 02:00 صباحًا            | يبث حاليا      |
| إيطاليا          | اكسن إيطاليا           | مجهول               | عامل                                    | يبث حاليا      |
| بولندا           | بولسات بلاي            | 1 ديسمبر 2012       | عامل                                    | متنوع          |
| السعودية         | ام بي سي اكشن          | 2010                | عامل                                    | يبث حاليا      |
| المملكة المتحدة  | اختر التلفزيون         | 2006                | كل يوم 2:00 صباحا                       | انتهى عام 2010 |
| أمريكا اللاتينية | truTV أمريكا اللاتينية | 1 أبريل 2009        | من الاثنين إلى الجمعة 9:00 صباحًا        | يبث حاليا      |

## روابط خارجية
- الموقع الرسمي
- truTV's "Most Shocking" Site, with Video Clips
- الاكثر اثارة للصدمة على موقع IMDb (الإنجليزية)
- الاكثر اثارة للصدمة على موقع ميتاكريتيك (الإنجليزية)
- الاكثر اثارة للصدمة على موقع قاعدة بيانات الفيلم (الإنجليزية)